# Akragas

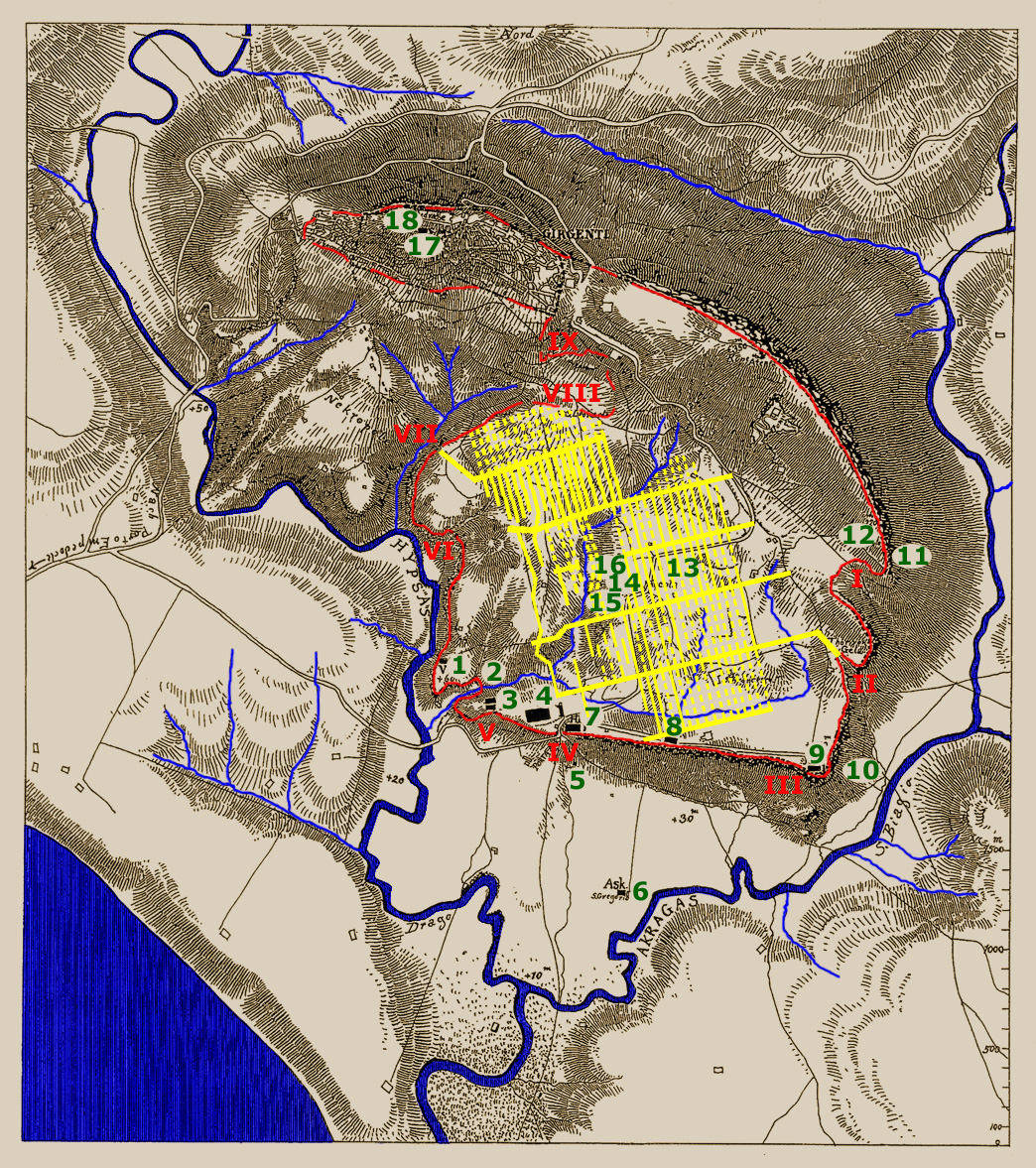
Kaart van het gebied, met nummering van de bezienswaardigheden

De Vallei van de Tempels (Italiaans: Valle dei Templi) is een archeologische site in Agrigento (in het Oudgrieks: Akragas) op Sicilië in Italië. Het is een van de opvallendste voorbeelden van Groot-Griekenlandse kunst en architectuur, en is een van de belangrijkste attracties van Sicilië en een nationaal monument van Italië. Het gebied werd in 1997 opgenomen in de Werelderfgoedlijst van UNESCO. Een groot deel van de opgraving en restauratie van de tempels was te danken aan de inspanningen van archeoloog Domenico Antonio Lo Faso Pietrasanta (1783-1863), die de hertog van Serradifalco was van 1809 tot 1812.
De term "vallei" is een verkeerde benaming, de site is gelegen op een heuvelrug buiten de stad Agrigento.
De Latijnse naam Agrigentum is afgeleid van de Oudgriekse naam in de genitief: Akragas > genitief Akragantos > Latijn Agrigentum.

## Overzicht
De vallei bestaat onder meer uit overblijfselen van zeven tempels in Dorische stijl. De toeschrijving van de namen, afgezien van die van het Olympeion, zijn slechts een traditie die stamt uit de Renaissance. De tempels zijn:
- (9) Tempel van Hera (Juno), gebouwd in de 5e eeuw v.Chr. en in 406 v.Chr. door de Carthagers afgebrand. De tempel werd meestal gebruikt voor de viering van bruiloften.
- (8) Tempel van Concordia, ook gebouwd in de 5e eeuw v.Chr., de naam komt van een Latijnse inscriptie gevonden in de buurt. De tempel werd omgezet in een kerk in de 6e eeuw, en is nu een van de best bewaard gebleven tempels ter plaatse.
- (7) Tempel van Herakles, de oudste in het gebied, verwoest door een aardbeving; vandaag de dag resten slechts acht kolommen. Herakles was van een van de meest vereerde (half)goden in het oude Akragas.
- (4) Tempel van de Olympische Zeus, gebouwd in 480 v.Chr. om de overwinning op de stadstaat Carthago te vieren. Wordt gekenmerkt door het gebruik van grootschalige atlanten. Een atlant werd door de archeoloog Raffaello Politi gereconstrueerd en ondergebracht in het Museo di San Nicolà in Agrigento. In Akragas ligt slechts een kopie op de grond.
- (3) Tempel van Castor en Pollux. Ondanks de overblijfselen waaronder slechts vier kolommen, is het nu het symbool van het moderne Agrigento.
- (1) Tempel van Hephaistos (Vulcanus), ook daterend uit de 5e eeuw v.Chr. Men denkt dat het een van de imposantste bouwwerken in het gebied moet zijn geweest[bron?], het is nu echter een van de meest geërodeerde.
- (6) Tempel van Asclepius, ver van de oude stadsmuren gelegen; het was het doel van pelgrims op zoek naar behandelingen voor ziektes.

Het gebied is ook de thuisbasis van de zogenaamde Tombe van Theroon (5), een groot monument van tufsteen in piramidale vorm; geleerden veronderstellen dat hij werd gebouwd ter herdenking van de gedode Romeinen in de Tweede Punische Oorlog.

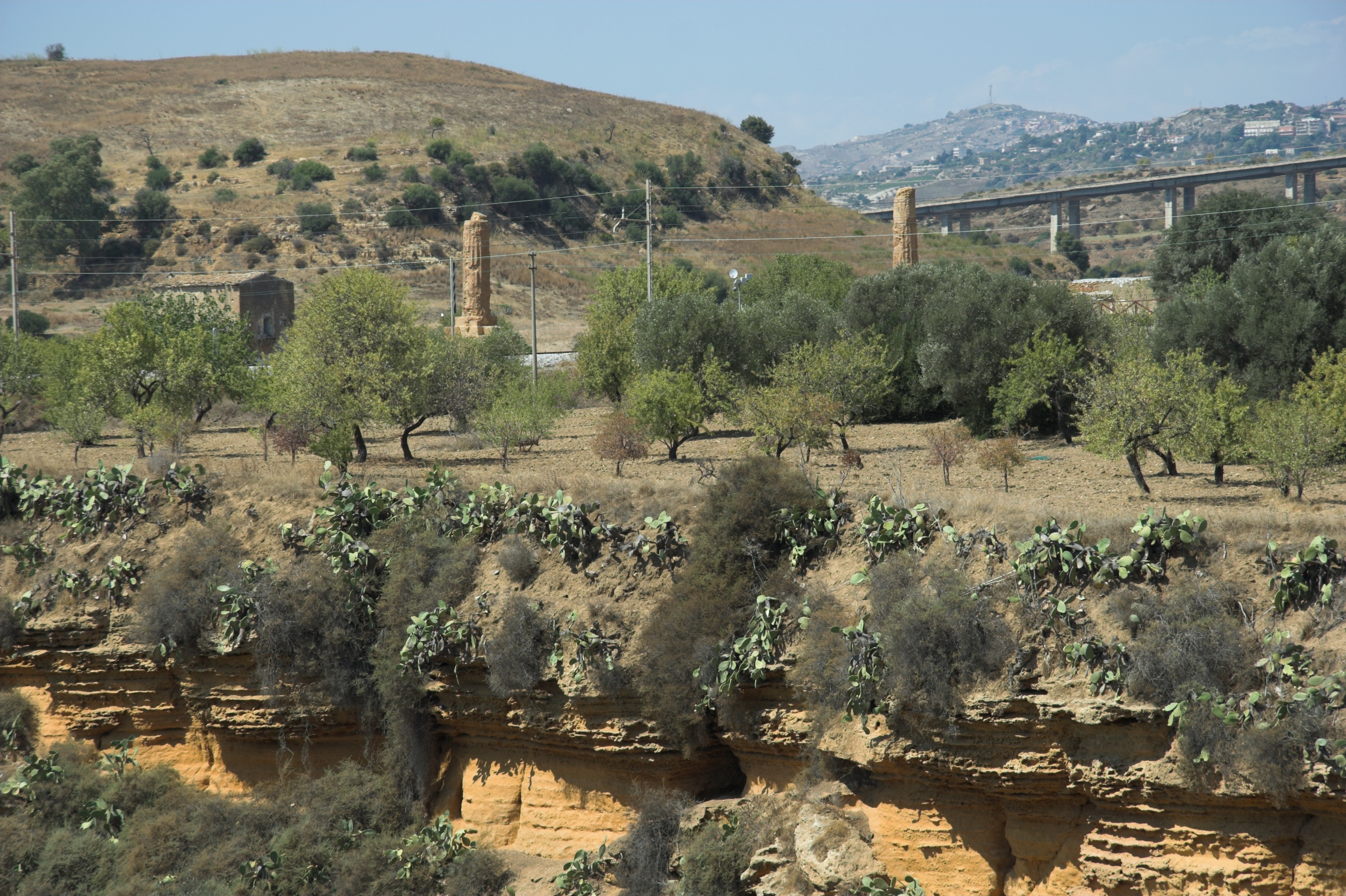
Tempel van Hephaistos in 2012 (1)
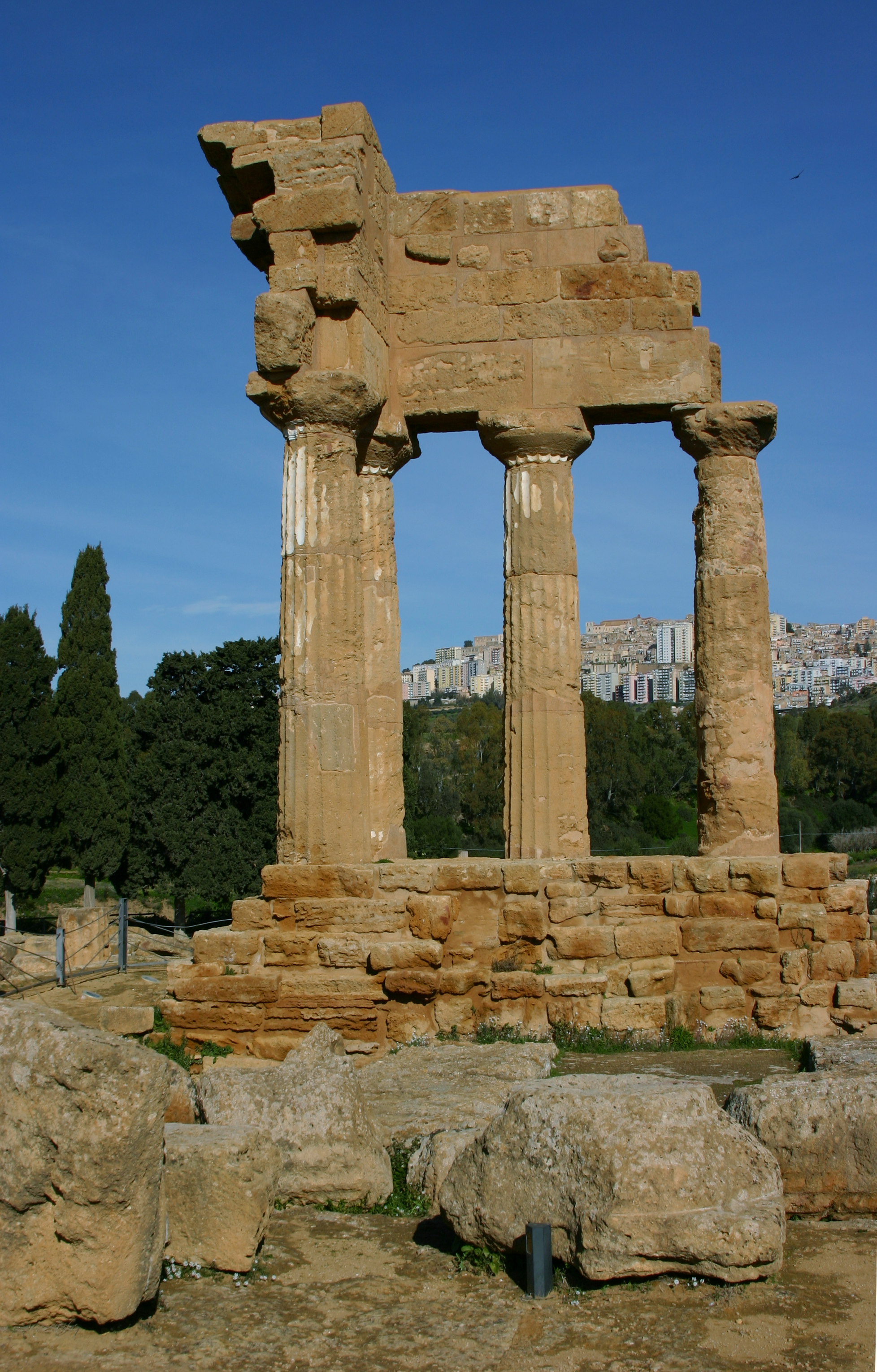
Tempel van Castor en Pollux (3)
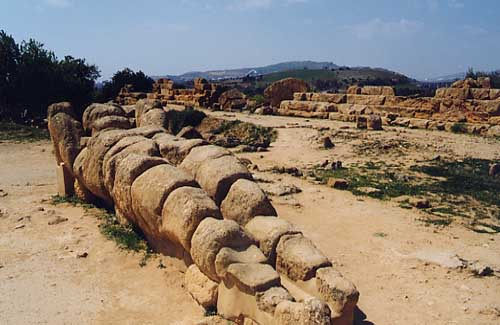
Overblijfselen van een van de atlanten (4)
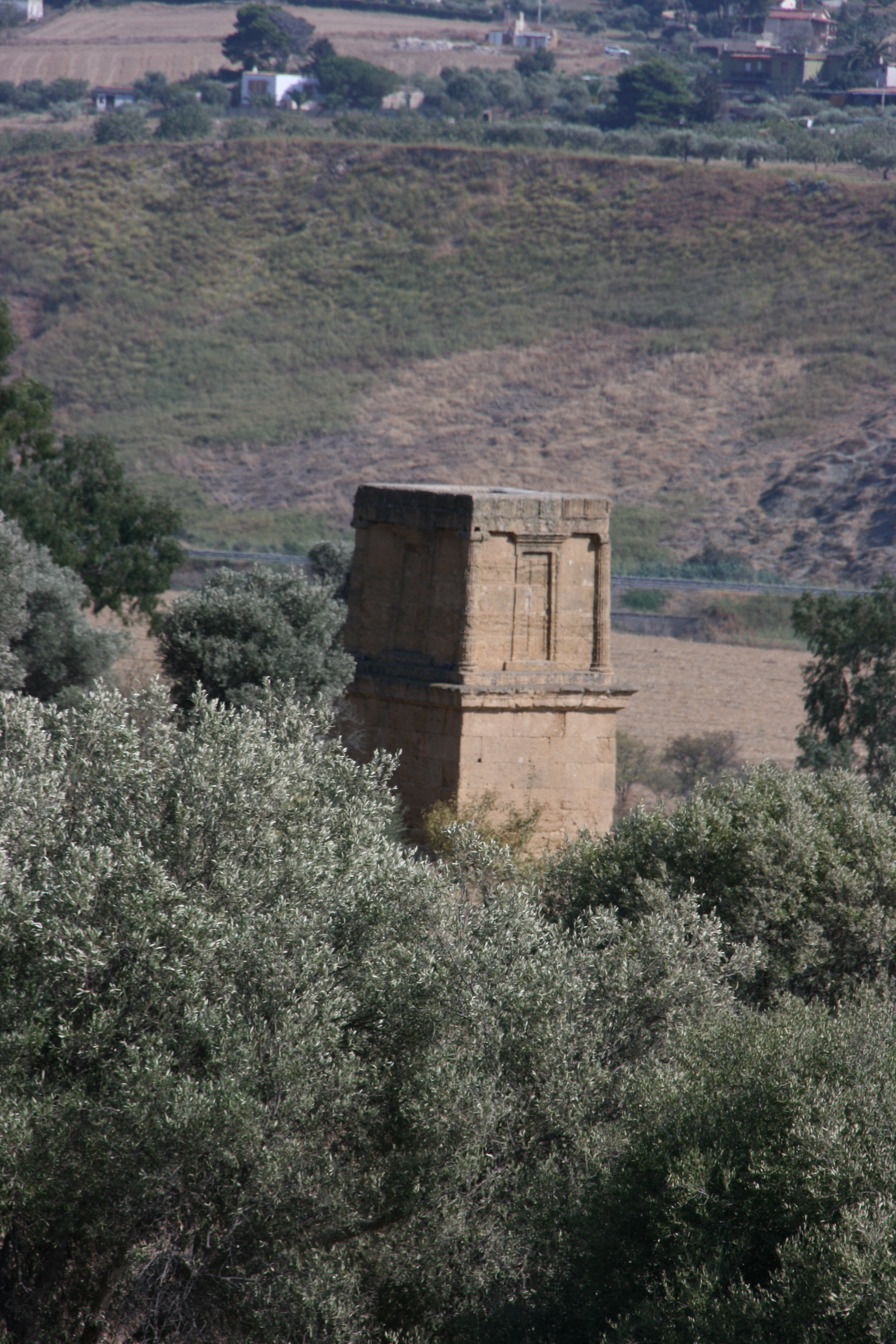
Tombe van Thero (5)
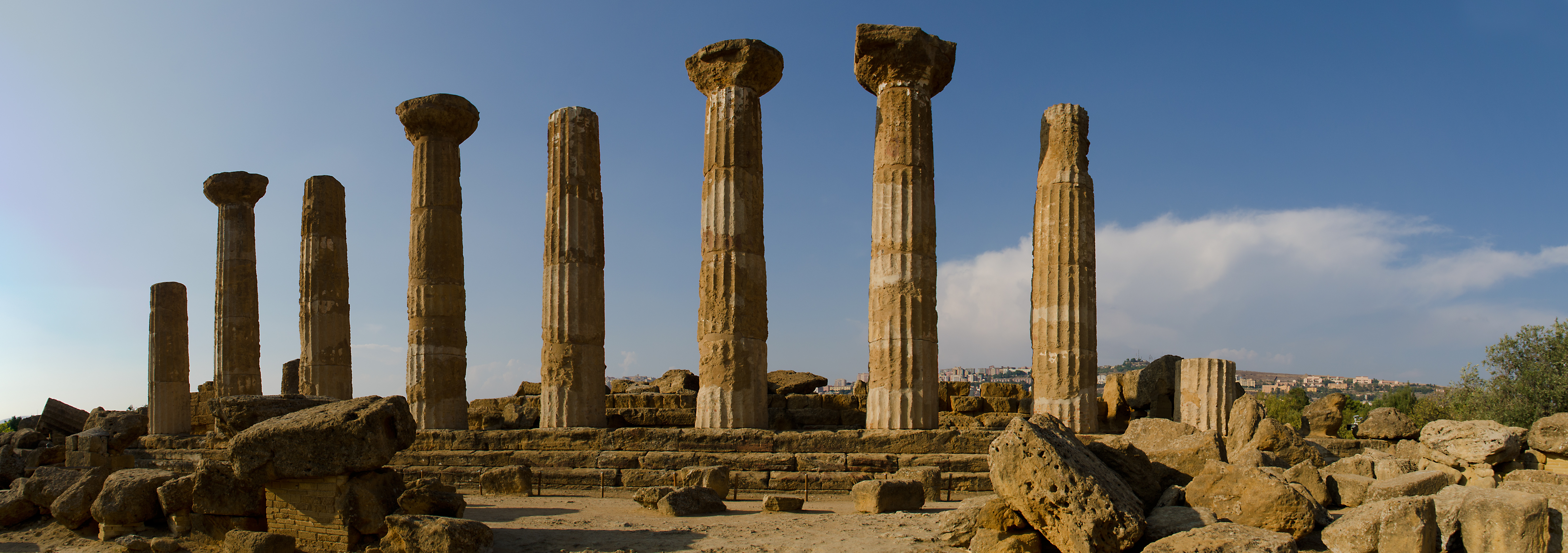
Tempel van Herakles (7)
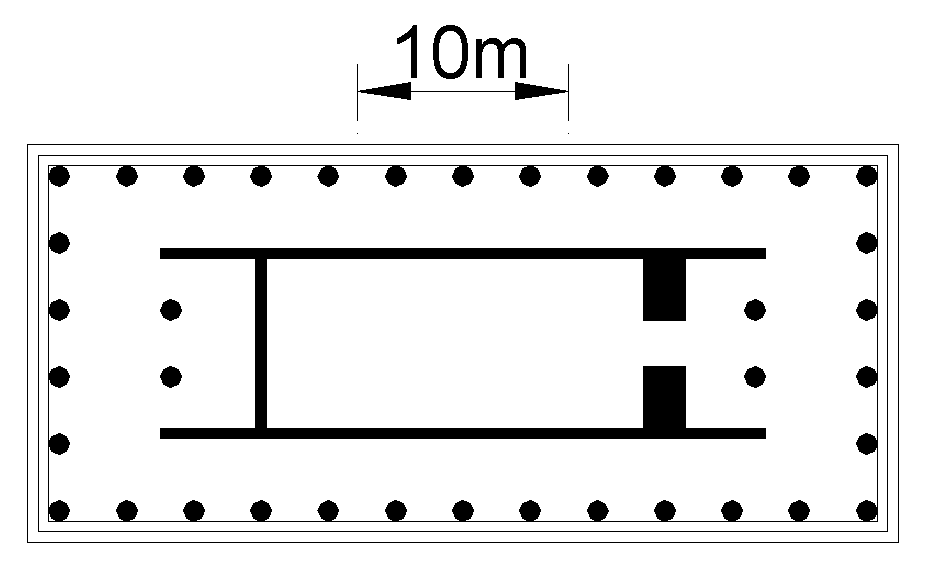
Plattegrond van tempel van Concordia (8)
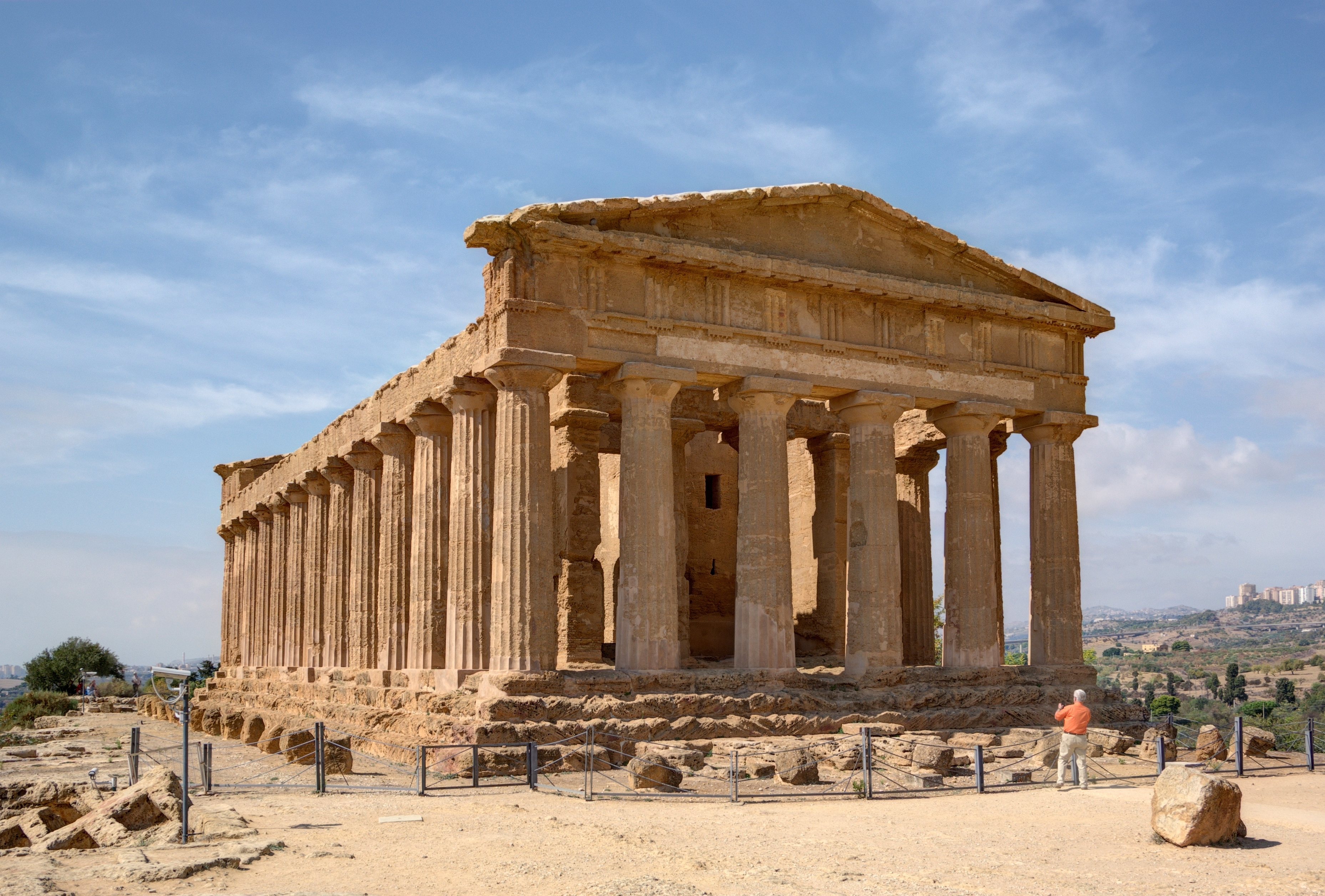
Tempel van Concordia (8)
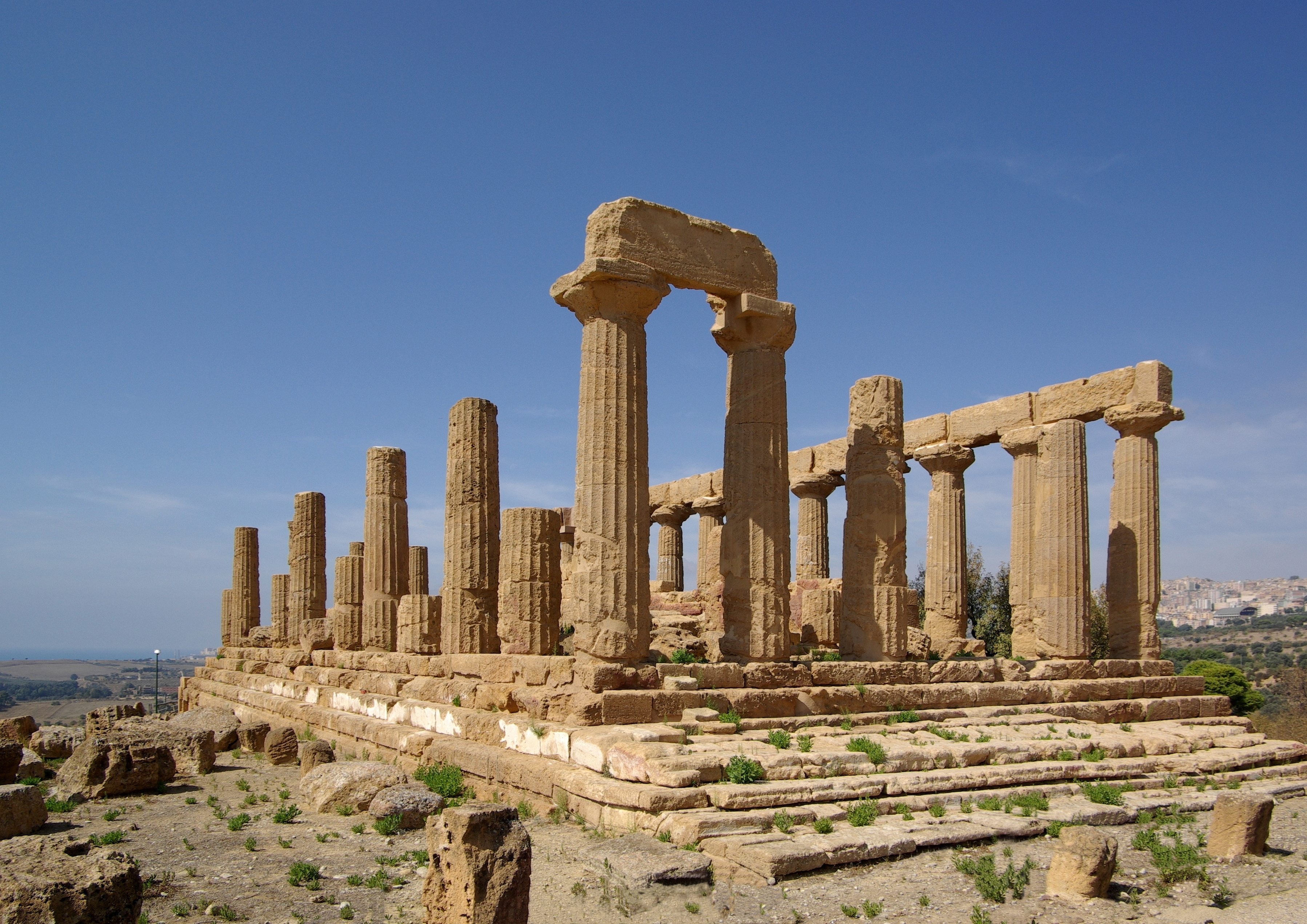
Tempel van Hera (9)